# انگل‌شناسی
انگل‌شناسی مطالعه انگل و میزبان و روابط بین آن‌ها است. انگل‌شناسی یکی از شاخه‌های زیست‌شناسی به حساب می‌آید و علاوه بر مطالعه ارگانیسم و محیط پیرامونش، نحوه زندگی انگل‌ها را به عنوان یک روش زندگی، مورد بررسی قرار می‌دهد. این موضوع این مفهوم را می‌رساند که شاخه‌های دیگری همانند زیست‌شناسی سلولی، بیوانفورماتیک، بیوشیمی، بیولوژی مولکولی، ایمونولوژی، ژنتیک، تکامل و محیط زیست، در بخش‌هایی با انگل‌شناسی هم‌پوشانی دارند و تکنیک‌هایی را در اختیار این شاخه قرار می‌دهند.